# Pic des Redouneilles
Pic des Redouneilles – szczyt w Pirenejach. Leży w południowej Francji, w departamencie Ariège, przy granicy z Hiszpanią. Należy do podgrupy "Benasque" w Pirenejach Centralnych.